# غيرترود فان دن بيرغ
غيرترود فان دن بيرغ هي معلمة موسيقى وملحنة وعازفة بيانو هولندية، ولدت في 21 يناير 1793 في كولونيا في ألمانيا، وتوفيت في 1840 بسبب سرطان الثدي.

## وصلات خارجية
- غيرترود فان دن بيرغ على موقع ميوزك برينز (الإنجليزية)